# Artur Gajek
Artur Gajek (født 18. april 1985) er en tysk professionel cykelrytter, som cykler for det professionelle cykelhold Team Milram.